# Torneio Yuncheng Shanxi
O Torneio Cidade Yuncheng Shanxi é uma competição de basquetebol realizada na cidade chinesa de Yucheng na província de Shanxi. O campeonato é disputado por equipes do país asiático e clubes convidados de outras partes do mundo.

## Edição de 2009
O Torneio Cidade Yuncheng Shanxi realizado em setembro de 2009 contou com a participação de uma equipe brasileira, o Uniceub/BRB/Brasília - então chamado Universo/BRB/Financeira Brasília -, que conquistou o título. Além do clube brasiliense, também participou do campeonato, como convidado, o time da Universidade de Santa Bárbara, Califórnia, que disputa a Liga Universitária dos Estados Unidos (NCAA).
Após triplo empate, o UniCeub/BRB/Brasília venceu o torneio pelo critério de saldo de cestas e, além disso, o pivô Márcio Cipriano foi eleito o MVP da competição. A equipe brasileira jogou sem duas de suas principais estrelas, os atletas Alex Garcia e Guilherme Giovannoni, que ganharam folga após a conquista da Copa América de 2009 pela Seleção Brasileira.  

### Jogos
Bayi Rocket Anmi Team 85 X 98 Universo/BRB/Financeira Brasília 

 Qindao Shanmy Xing 74 X 83 Universidade de Santa Bárbara 

 Universidade de Santa Bárbara 82 X 77 Universo/BRB/Financeira Brasília 

 Bayi Rocket Anmi Team 90 X 56 Qindao Shanmy Xing 

 Universidade de Santa Bárbara 62 X 81 Bayi Rocket Anmi Team 

 Universo/BRB/Financeira Brasília 87 X 84 Qindao Shanmy Xing 